# Faida delle Preserre
La faida delle Preserre Vibonesi è il conflitto di 'ndrangheta scoppiato nel 1988 e ad oggi non ancora concluso nella zona pedemontana delle Preserre in provincia di Vibo Valentia e comprende i comuni di Soriano Calabro, Sorianello, Gerocarne, Ariola (frazione di Gerocarne), Pizzoni e Vazzano. Le 'ndrine che si contendono il territorio e che hanno dato vita a questo conflitto trentennale sono quelle dei Loielo contro i Maiolo nella prima fase e contro gli Emanuele nella seconda, staccatisi dai Loielo.

## Storia
La faida mette le sue radici nel 1988 quando buona parte del territorio delle Preserre era sotto il controllo della 'ndrina Loielo-Maiolo strutturati nel locale di 'ndrangheta di Ariola, detto anche "Società di Ariola" con a capo Vincenzo e Giovanni Loielo, Rocco Maiolo e Antonio Altamura.

### Antefatto - L'arresto dei fratelli Loielo
La fine del sodalizio criminale fra le famiglie Loielo-Maiolo venne sancita dall'arresto nel 1988 dei fratelli Loielo accusati di vari reati e Rocco Maiolo ne approfittò per cercare di prendere il totale controllo della locale. I fratelli però un anno dopo il loro arresto avendo ottenuto un permesso temporaneo per lasciare il carcere decidono di sferrare l'offensiva ai rivali e di vendicarsi soprattutto di un agguato teso proprio da Rocco Maiolo ai danni di un uomo dei Loielo, che però non andò a buon fine. 
La 'ndrina dei Loielo mette quindi i Maiolo con le spalle al muro con una serie di omicidi prendendo pieno controllo della zona e delle attività illecite. Uno degli omicidi più efferati e macabri di quel periodo fu quello del parrucchiere Placido Scaramozzino ritenuto affiliato dei Maiolo, fu denudato, legato e preso a colpi di zappa e successivamente sepolto vivo nei boschi vicino al paese di Ariola.

### 1994 - Cambio al vertice
Dal 1991 al 1994 quando i due fratelli vengono riconsegnati alla giustizia, alla guida della famiglia c'è il cugino Francesco Loielo ma anche quest'ultimo viene arrestato e accusato insieme al cugino Vincenzo del sequestro di persona di Cataldo Albanese. Dal 1994 fino al 2002 a prendere le redini della 'ndrina sono i fratelli Giuseppe e Vincenzo Loielo, cugini dei sopracitati Vincenzo, Giovanni e Francesco, insieme al giovane boss emergente Vincenzo Taverniti detto Cenzo D'Ariola. I due fratelli e Taverniti espandono le attività della famiglia su tutto il territorio anche su comuni che fino a quel momento non erano sotto il completo controllo della consorteria criminale.

### 2002 - Gli Emanuele contro i Loielo
Questo periodo di assoluto dominio dura fino al 2002 quando il capo dell'ala militare del clan Emanuele Bruno, forte dell'alleanza con la vecchia famiglia dei Maiolo e con il boss di Cassano allo Ionio Antonino Forastefano detto Tonino il Diavolo, decide di sferrare l'offensiva ai suoi capi e acquisire il potere totale della zona. Proprio nel mese di aprile del 2002 in un agguato Emanuele Bruno con l'aiuto di affiliati e di Forastefano elimina i fratelli Loielo e successivamente elimina anche i fratelli Gallace affiliati e parenti dei Loielo e in un agguato tenta di uccidere anche Vincenzo Taverniti, mettendo così fine al potere della famiglia Loielo e conquistando la supremazia della consorteria criminale stringendo l'alleanza anche con il capo indiscusso della società di 'ndrangheta di Ariola, il boss Antonio Altamura.

### 2012 - I Loielo contro gli Emanuele
Il controllo resta tutt'oggi in mano alla 'ndrina degli Emanuele con a capo Bruno e il fratello Gaetano ma ciò nonostante la ferita della faida si riapre. Ricomincia tutto nel mese di aprile del 2012 con il tentato omicidio di un giovane affiliato del clan Emanuele, a cui segue l'omicidio del giovane di 26 anni Nicola Rimedio, due mesi dopo. La scia di sangue continua e si porta dietro altre vittime, prima Antonino Zupo braccio destro e parente del boss Bruno Emanuele nel mese di settembre del 2012 e una settimana dopo Domenico Ciconte impresario boschivo già noto alle forze dell'ordine, entrambi uccisi nelle loro abitazioni. La cruenta faida miete purtroppo anche una vittima innocente, Filippo Ceravolo, ucciso per sbaglio dai killer nell'ottobre del 2012 mentre si trovava dopo aver chiesto un passaggio a bordo della vettura di Domenico Tassone affiliato del clan Emanuele e ritenuto vero obiettivo dell'agguato. L'ultimo omicidio avviene nell'aprile del 2013, a perdere la vita è il giovane di 21 anni Salvatore Lazzaro, ucciso anche lui nella sua abitazione mentre si trova agli arresti domiciliari e successivamente l'attività tempestiva della Polizia e dell'Antimafia nel mese di ottobre del 2013 riesce a sventare il peggiore degli attentati della faida facendo luce anche sugli schieramenti che si combattono, arrestando Rinaldo Loielo ritenuto nuovo capo della sua 'ndrina, Filippo Pagano e il boss della potente cosca di Limbadi Pantaleone Mancuso. Loielo e Pagano furono trovati in possesso di un ordigno esplosivo di 2 kg per esterni da azionare con un comando a distanza capace di radere al suolo un palazzo intero.

### 2014 - Gli Emanuele riprendono la faida
La faida si riapre con il tentato omicidio di Valerio Loielo, fratello di Rinaldo che fu trovato in possesso dell'esplosivo per interni, nell'estate del 2014, mentre a cavallo del mese di ottobre e novembre 2015 seguono altri due agguati contro la famiglia Loielo, il primo il 22 ottobre nei pressi di Ariola di Gerocarne, dove i killer sparano senza uccidere con un fucile calibro 12 contro la macchina in corsa di Antonino Loielo che si trovava in compagnia della moglie in gravidanza, delle due figlie piccole e del primogenito maschio Alex, tutti cugini dei sopracitati Rinaldo e Valerio; il secondo avviene il 5 novembre nella medesima località, questa volta bersaglio dei killer sono Valerio Loielo, Walter Loielo (fratello di Alex) e Rinaldo Loielo, figlio dell'ex boss Vincenzo Loielo ucciso nell'agguato dell'aprile 2002. La Fiat 500 su cui viaggiavano i tre cugini viene presa di mira da un fucile mitragliatore che ferisce al volto Walter e alla spalla Valerio, lasciando illeso il cugino Rinaldo. Due giorni dopo l'agguato i carabinieri fanno irruzione con un mandato di perquisizione nell'abitazione di Rinaldo Loielo, ritenuto capo dell'omonimo clan, ritrovando un fucile calibro 12 e una pistola 357 magnum e diverse cartucce di ambedue le armi, arrestando Rinaldo e il fratello Valerio che si trovava in sua compagnia. Passa circa un anno e mezzo dall'ultimo atto della faida, con l'arresto dei fratelli Loielo pronti a rispondere al fuoco dei due agguati, quando la mano pesante della ndrangheta si muove di nuovo nelle preserre vibonesi.
Il 5 marzo del 2017 nella frazione di Sant'Angelo del comune di Gerocarne viene ucciso davanti alla sua abitazione Domenico Stambè, di 55 anni, commerciante ritenuto vicino alla 'ndrangheta e ai locali della stessa proprio nei territori delle Preserre, la sua famiglia viene considerata vicina ai Loielo. Gli inquirenti e le autorità non hanno nemmeno il tempo di indagare che subito si trovano a dover tenere al vaglio nuove situazioni, la prima è un agguato fallito nel comune di Sorianello ai danni di Alessandro Nesci, di 27 anni, ritenuto vicino ai Loielo, la seconda invece è un agguato teso sempre nel comune di Sorianello, il 21 giugno 2017, in pieno giorno, un killer entra in azione sparando e uccidendo con 4 colpi di fucile il quarantaseienne Salvatore Inzillo, uomo facente parte della cosca degli Emanuele che era riuscito a scampare già ad un agguato nel 2009 a bordo della sua vettura sempre nel comune di Sorianello. Circa un mese dopo arriva la risposta, almeno secondo gli inquirenti, della cosca Emanuele. La sera del 28 luglio 2017 i killer tendono un agguato, senza successo, ai danni di Alex Nesci di 27 anni, sopravvissuto quindi a ben tre agguati, mentre era in compagnia del fratellino minorenne affetto dalla sindrome di down. I killer esplodono contro di loro numerosi colpi di pistola, ferendoli non in maniera grave. Ultimo apparente episodio di questa terribile guerra di 'ndrangheta è il tentato omicidio ai danni di Nicola Ciconte, 28 anni, ritenuto come Alex Nesci uomo della cosca dei Loielo. L'agguato questa volta è avvenuto tramite una bomba di basso potenziale, posizionata sotto l'abitacolo della vettura di Ciconte e azionata secondo gli inquirenti con un comando a distanza. Ciconte, salvato per tempo da un paramedico che si trovava in zona, è stato dichiarato fuori pericolo ma non si esclude che possa perdere l'utilizzo della gamba destra. Il 4 marzo 2018 avviene un agguato con coltello contro il nipote di Salvatore Inzillo, ucciso un anno prima, Bruno Lazzaro, il quale morirà in ospedale in seguito alle ferite. La guerra che sta insanguinando il territorio delle Preserre vibonesi sembra per il momento non arrestarsi.

## Collegamenti con altre faide
La faida delle Preserre nella seconda fase che va dal 2002 ad oggi secondo la magistratura è collegata ad altre faide in Calabria. Bruno Emanuele è ritenuto infatti responsabile di due omicidi avvenuti a Cassano all'Ionio per conto del boss Antonino Forastefano (omonima 'ndrina) che in cambio avrebbe aiutato lo stesso Emanuele a prendere il controllo delle Preserre fornendogli appoggio militare, come confermato dallo stesso Forastefano dopo essere diventato collaboratore di giustizia. Rinaldo Loielo, a cui viene attribuito il ruolo di capo clan dell'omonima famiglia, è invece legato alla potente cosca dei Mancuso di Limbadi che secondo la magistratura gestisce la regia occulta delle faide nella provincia di Vibo Valentia per mantenere il controllo egemone sul territorio prestando favori alle famiglie dei Loielo impegnati nella faida delle Preserre e alla famiglia dei Patania di Stefanaconi impegnata contro l'emergente clan dei Piscopisani. Il boss Pantaleone Mancuso è difatti ritenuto responsabile di aver procurato l'ordigno esplosivo al giovane Loielo (1990).

## Operazioni e arresti
La prima operazione che fa chiarezza sulla storia trentennale della faida è denominata Light in the woods scattata nel gennaio del 2012 grazie al lavoro svolto dalle autorità competenti e dalle collaborazioni dei boss Forastefano e Vincenzo Taverniti. L'operazione porta ai mandati di cattura di dieci persone tutte legate al clan Emanuele e alcune al clan Loielo. La seconda operazione è il prosieguo della prima denominata per l'appunto "Light in the woods 2" che porta all'arresto di 30 persone e che fa luce anche sulle attività criminali delle diverse fazioni, dagli appalti pubblici specie nel comune di Gerocarne, alle elezioni amministrative e provinciali del 2008/2009, al traffico di droga e ai reati di omicidio ed estorsione.
Il 15 giugno 2016 viene arrestato Francesco Maiolo, figlio del boss ucciso nel 1990, e vertice dell'omonima cosca.

## Processo
Il 14 giugno 2013 il processo Luce dei boschi condanna 12 persone e ne assolve 4 per i reati commessi nella faida delle Pre serre vibonesi.
Il 21 gennaio 2017 la corte d'appello di Catanzaro condanna 14 persone nel processo Luce nei boschi e per la prima volta viene riconosciuto il vincolo mafioso nell'area delle preserre vibonesi e l'esistenza del locale di Ariola.
A luglio del 2018, la Corte di cassazione conferma l'esistenza del Locale di Ariola condannando definitivamente 14 persone, nel processo come parte civile partecipavano i comuni di Pizzoni e Vazzano.

## Cultura di massa
- Il 31 ottobre 2017 va in onda il servizio "Ucciso per sbaglio dalla 'ndrangheta" del programma Mediaset Le Iene che racconta l'omicidio di Filippo Ceravolo ucciso inavvertitamente durante la faida delle Preserre.[23]
- Il 12 luglio 2018 va in onda il terzo episodio dal titolo "La mafia del pane" del programma di RAI 1 Cose Nostre.[24]